# حميد مجيد هدو
حميد بن مجيد بن حمود بن هدَّو باحث وأديب ومؤلف وشاعر وتراثي عراقي، ولد في كربلاء عام 1364ه‍/1945م، ونشأ بها حتى حصل على شهادة دار المعلمين الابتدائية عام 1959 وحصل على الشهادة الثانوية الفرع الادبي، ثم حصل على دبلوم الصحافة عام 1962، فالتحق بالجامعة المستنصرية عام 1963 لدراسة آداب اللغة العربية وتخرج منها عام 1387هج / 1967م، انتدب إلى اليمن للتدريس في معهد المعلمين في صنعاء سنة 1970-1971، ونشر في الصحف اليمنية، واذاع احاديث عبر الأثير. ثم عاد للتدريس في اعدادية الكرخ ببغداد، ثم نقل عام 1976 ليعمل مدرسا في معهد الفنون الجميلة، بعد ان حصل على شهادة الماجستير في موضوع الأدب العربي من القاهرة، ونال شهادة الدكتوراه في التاريخ من معهد التأريخ العربي ببغداد. شغل منصب عميد كلية الصدرين ببغداد.

## مؤلفاته
- إقبال الشاعر والفيلسوف والانسان 1963.[9]
- مخطوطات خزانة جامعة مدينة العلم 1972.[10]
- فهرست بأسماء مؤلفات الشيخ محمد مهدي الخالصي (د _ت).[11]
- المستدرك على دليل الصحافة العراقية (مستل من مجلة البلاغ العدد 7-8 - السنة الرابعة).[12]
- الدكتو محسن عبد الحميد السيرة والعطاء 2002.[13]
- الدكتور صادق الأسود سيرته وجهوده في علم السياسة 2002.[14]
- الدكتور سعدون حمادي السيرة والعطاء 2002.[15][16]
- دفناء في العتبة الحسينية المقدسة.[17][18]
- تذكرة الأولياء في بغداد.
- الرواية التأريخية في زهر الآداب.
- ديوان الحويزي: تحقيق.[19]

## مقالاته
- إقبال الشاعر الفيلسوف الخالد، مجلة الأقلام (العراق)، ع11، 1 نوفمبر، 1963.
- نفائس خطية من اليمن، مجلة المورد (العراق)، ع3_4، 1 يناير 1972.
- مخطوطات عربية من صنعاء، مجلة المورد (العراق)، ع2، 1 أبريل 1974.
- حول (بغداد عام 1853)، مجلة المورد (العراق)، ع1، 1 فبراير 1975.
- المخطوطات العربية في خزانة فيض الله افندي -1-، مجلة المورد (العراق)، ع2، 1ابريل 1978.
- المخطوطات العربية في خزانة فيض الله أفندي -2-، مجلة المورد (العراق)، ع1، 1فبراير 1979.
- تراث بغدادي في أثر عراقي، مجلة المورد (العراق)، ع4، 1 أكتوبر 1979.
- المخطوطات العربية في مكتبة متحف (مولانا) في قونيا، القسم الأول، مجلة المورد (العراق)، ع2، 1 مارس 1979.
- المخطوطات العربية في مكتبة متحف (مولانا) في قونيا، القسم الثاني، مجلة المورد (العراق)، ع3، 1 يوليو 1979.
- المخطوطات العربية في مكتبة متحف (مولانا) في قونيا، القسم الثالث، مجلة المورد (العراق)، ع2، 1 أبريل 1980.
- المخطوطات العربية في مكتبة متحف (مولانا) في قونيا، القسم الأخير، مجلة المورد (العراق)، ع3، 1 يوليو 1980.[20]

## الجوائز
- جائزة نادي الكتاب العراقي عام 1417 ه‍/ 1997م.
- جائزة مركز البحوث التربوية والنفسية عام 1419 ه‍/ 1999م.[21]

## نشاطات أخرى
- نشر اولى قصائده في صحيفة الفجر الجديد العراقية والأفق الجديد الأردنية عام 1962.[22]
- مقدمة موسوعة المفكرين والأدباء العراقيين لمؤلفها حميد المطبعي.[23]
- مقدمة كتاب الامثال البغدادية بالاشتراك مع الشيخ جلال الحنفي(1964).
- مقدمة كتاب الواجبات الدينية في الإسلام (1963).[24]
- عضو اتحاد الادباء والكتاب في العراق.
- عضو جمعية العراق الفلسفية.
- عضو اتحاد المؤرخين العرب.
- عضو ملتقى الرواد.[25]
- عضو رابطة الأدب الحديث في القاهرة.[26]